# Cibenzolin
A cibenzolin (INN: cibenzoline; másik neve cifenline) szívritmuszavarok elleni gyógyszer. Ventrikuláris (kamrai) és szupraventrikuláris tachycardia (szapora szívverés) megelőzésére használják, beleértve a gyógyszer okozta és szívinfarktus utáni tachycardiát. Az I.C osztályba tartozik, de vannak bizonyos tulajdonságai, melyek a III. és IV. osztályra jellemzőek.
Mind intravénásan, mind szájon át adható. Felezési ideje 8–12 óra, ami napi kétszeri szedést tesz szükségessé, de az adagolásnál a veseműködést is figyelembe kell venni.
Az összehasonlító tanulmányok szerint a cibenzolin legalább olyan jó hatékonyságú, és a betegek által legalább olyan jól tolerált szer, mint az I. osztály többi gyógyszere. Ugyanakkor az I. osztálybeli szerek hátrányaival is rendelkezik, ami miatt szívizomkárosodott betegnél életveszély esetét kivéve nem szabad használni.

## Készítmények[2]
Szukcinát formájában:
- Cibenol
- Cipralan
- Exacor

Magyarországon nincs forgalomban cibenzolin-tartalmú készítmény.

## Fordítás
- Ez a szócikk részben vagy egészben  a   Cibenzoline című angol Wikipédia-szócikk fordításán alapul.  Az eredeti cikk szerkesztőit annak laptörténete sorolja fel. Ez a jelzés csupán a megfogalmazás eredetét és a szerzői jogokat jelzi, nem szolgál a cikkben szereplő információk forrásmegjelöléseként.